# Władysławów (powiat zgierski)
Władysławów – wieś w Polsce położona w województwie łódzkim, w powiecie zgierskim, w gminie Zgierz.
| SIMC    | Nazwa | Rodzaj    |
| ------- | ----- | --------- |
| 0417384 | Wały  | część wsi |

W latach 1975–1998 miejscowość należała administracyjnie do ówczesnego województwa łódzkiego.